# Симплициальный объём
Симплициальный объём — топологический инвариант, определённый для замкнутых многообразий. 
Впервые рассмотрен Громовым.
Симплициальный объём многообразия {\displaystyle M} обычно обозначается {\displaystyle \|M\|}.

## Определение
Пусть {\displaystyle M} — замкнутое многообразие, тогда
{\displaystyle \|M\|=\inf \sum _{i}|r_{i}|},
где {\displaystyle r_{i}} — рациональные коэффициенты в представлении его фундаментального класса {\displaystyle [M]} через сумму сингулярных симплексов.
{\displaystyle [M]=\sum _{i}r_{i}\Delta _{i}.}

## Свойства
- Теорема Громова: Симплициальный объём многообразия постоянной отрицательной кривизны равен отношению его объёма к объёму регулярного бесконечного симплекса в пространстве Лобачевского той же кривизны.
  - Более того, Симплициальный объём асферического (и даже рационально существенного) многообразия с гиперболической фундаментальной группой положителен.[1]

- Для любых многообразий {\displaystyle M} и {\displaystyle N} той же размерности
{\displaystyle \|M\#N\|=\|M\|+\|N\|},

где {\displaystyle \#} обозначает связную сумму.
- Существуют положительные числа {\displaystyle a(m)} и {\displaystyle b(m)} такие, что если сумма размерностей {\displaystyle \dim M+\dim N\leqslant m}, то
{\displaystyle a(m)\cdot \|M\|\cdot \|N\|\leqslant \|M\times N\|\leqslant b(m)\cdot \|M\|\cdot \|N\|},

где {\displaystyle \times } обозначает прямое произведение.
- Для любого отображения {\displaystyle f\colon M\to N}
{\displaystyle \|M\|\geqslant |\deg f|\cdot \|N\|,}

где {\displaystyle \deg f} обозначает степень отображения {\displaystyle f}. В частности:
- Если многообразие {\displaystyle M} допускает отображение {\displaystyle M\to M} степени {\displaystyle >1}, то {\displaystyle \|M\|=0}.
- Для любого {\displaystyle n\geqslant 1} симплициальный объём {\displaystyle n}-мерной сферы равен {\displaystyle 0}.

- Теорема Бессона — Куртуа — Гало.[2] Следующее неравенство 
{\displaystyle n!\cdot \mathop {\rm {vol}} M>\|M\|}

выполняется для произвольного замкнутого {\displaystyle n}-меного риманова пространства {\displaystyle M} с кривизной Риччи не меньше {\displaystyle -{\tfrac {1}{n-1}}}.